# Programmeertool

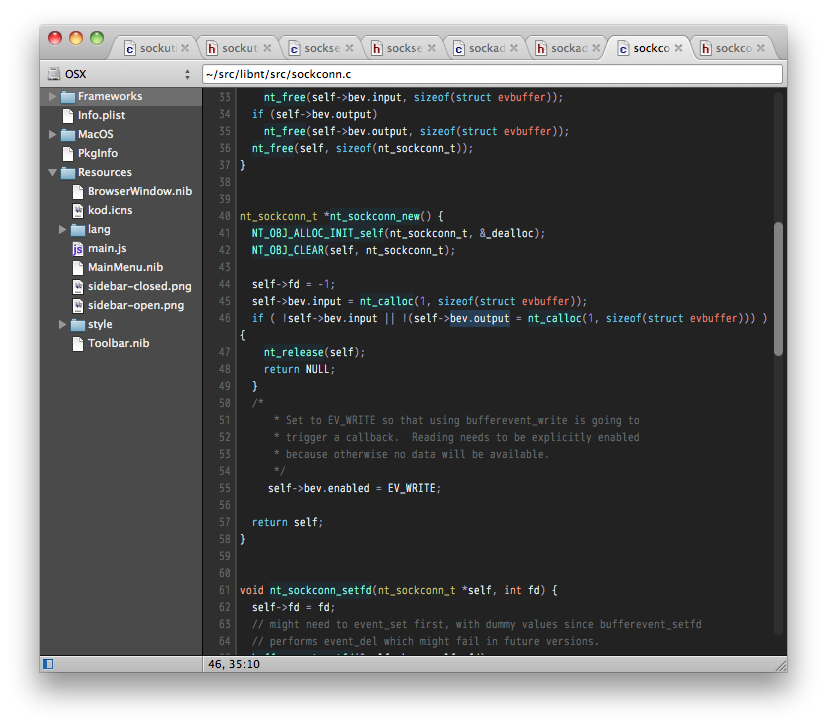
Kod, een teksteditor met programmacode.

Een programmeertool is een computerprogramma dat wordt gebruikt om andere computerprogramma's te ontwikkelen. De term verwijst doorgaans naar een relatief eenvoudig programma voor het uitvoeren van een bepaalde taak in het ontwikkelproces van software. Het kan een teksteditor, een compiler of een debugger zijn. Samen kunnen deze afzonderlijke gereedschappen een geïntegreerde ontwikkelomgeving vormen, dat wil zeggen een complete ontwikkelomgeving met alle benodigde hulpmiddelen.

## Geschiedenis
De geschiedenis van programmeertools begon met de eerste computers, in de vroege jaren 1950 die linkers, loaders en stuurprogramma's gebruikten. Deze programma's werden in het begin van de jaren zeventig bekend door Unix met tools als grep, AWK en make die werden gemaakt om te worden gebruikt in combinatie met het kanaalsymbool (|).
De programmeertools waren oorspronkelijk eenvoudig en klein. Aangezien sommige tools zijn onderhouden, zijn ze combineerd in krachtigere applicaties: een zogenaamde Integrated Development Environment (IDE). Deze omgevingen consolideerden alle functionaliteit op één plek, soms met toenemende eenvoud en productiviteit, soms met het opofferen van flexibiliteit en uitbreidbaarheid.